# Pečárka dvouvýtrusá
Pečárka dvouvýtrusá (Agaricus bisporus syn. Agaricus brunnescens (Peck.) Hlaváček, Psalliota bispora (J.E. Lange) F.H. Møller & Jul. Schäff.) česky též pečárka hnědá, pečárka zahradní, žampion dvouvýtrusný či žampión dvouvýtrusý je jedlá a pěstovaná houba z čeledi pečárkovité (Agaricaceae). V gastronomii je také užíváno názvu portobello.

## Popis

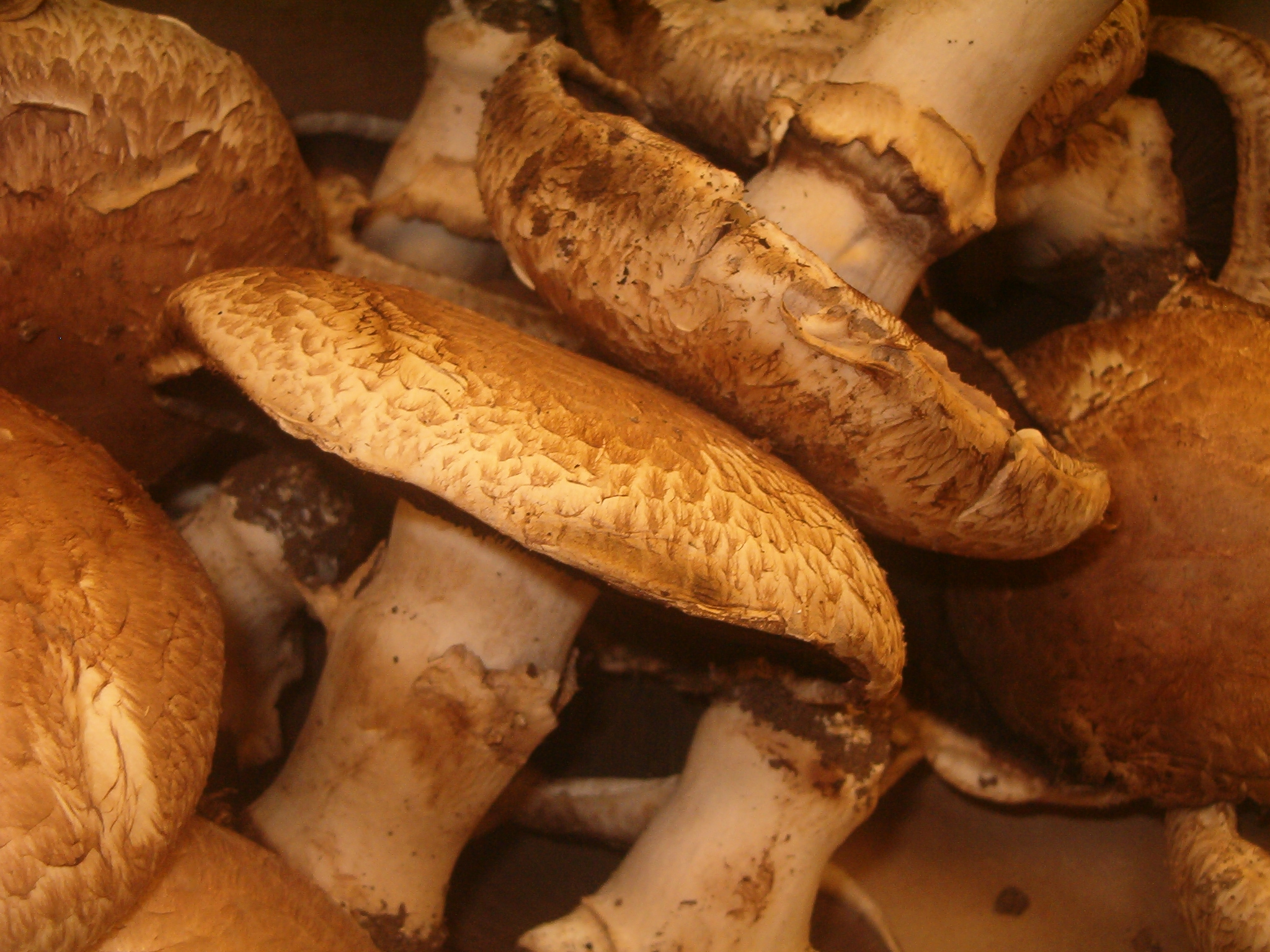
Hnědá forma pečárky rostoucí volně v přírodě

Vzhled plodnice se u druhů rostoucích volně v přírodě a těch, které jsou podomácku či průmyslově pěstovány, liší a to barvou. V přírodě rostoucí pečárka dvouvýtrusá (A. bisporus) má v mládí zavalitý nahnědlý třeň ve tvaru hrušky a na povrchu hnědý jemně šupinatý klobouk, který se přimyká skoro ke třeni. Později se pochva trhá a zůstává v podobě bílé až bílo nahnědlé plachetky. Samotný klobouk je malý v poměru ke třeni a značně kulovitý, se stářím přibývá zvláště na průměru, avšak udržuje svůj půlkruhový tvar. Dosahuje průměru 50–120 mm. Je masitý a zespoda jsou z počátku lupeny masovité barvy v podobě stříšky, později se rozprostírají do vodorovné hladiny a mění se i jejich barva v tmavě hnědou. Stejně tak klobouk přibírá tmavší hnědou barvu a postupně od jeho obvodu ke středu se šíří šupiny. Někdy jsou lupeny v mládí zcela bílé. Výtrusy jsou vejčité až kulovité, purpurově hnědé barvy, dosahující rozměrů 6,5–7,5 na 5,5–6,5 mikrometrů. Třeň bývá 40–80 mm dlouhý, značně tlustý o průměru 10–30 mm, plachetka na něm zůstává ohnuta dolů. Dužnina je bílá, šťavnatá, po porušení mírně masově zbarvená, později mění barvu do rezava. Podhoubí je bílé.
Pěstované pečárky jsou velmi podobné, rozdíl je však v barvě – jsou bílé, klobouk má víc šupinek. V posledních letech však byly vypěstovány i nahnědlé tržní kmeny nazývané ve Spojených státech obchodním názvem crimini a portabello.

## Taxonomie
Základním rozlišovacím znakem žampionů od ostatních hub je, že se výtrusy tvoří na povrchu bazidií, které se nalézají na lupenech či v rourkách ze spodní strany klobouku. Tyto houby se proto zařazují do třídy stopkovýtrusých (protože se bazidiospora tvoří na stopce), vědecky Basidiomycetes. Na rozdíl od toho vřeckovýtrusé houby (Ascomycetes) vytváří výtrusy (askopsory) uvnitř vřecek od kterých se po splynutí jader oddělují.
Od tříd dolů jsou s fylogenetickým zařazením hub potíže  a často se houby přeřazují z jednoho rodu do druhého a z jedné fylogenetické větve do jiné. Dříve se houby do taxonů řadily hlavně podle popisu plodnic, později i výtrusů a podhoubí. V poslední době[kdy?] se používají laboratorní metody porovnávající DNA. I přesto nejsou všechny houby z toho úhlu pohledu ještě popsány a porovnány s ostatními. Navíc je říše hub značně proměnlivá a stále jsou objevovány druhy další. V případě pečárkotvarých (Agaricales) byly stejným znakem po století lupeny. S postupem rozvoje mykologie však vznikly i jiné řády s lupenitými houbami.
Co se týká čeledi pečárkovité (Agaricaceae), tak zde z několika studií vyplývá, že jsou to houby úzce příbuzné čeledím lanýžovcovité (Hydnangiaceae), Cystodermateae, hnízdovkovité (Nidulariaceae), křehutkovité (Psathyrellaceae), slzečníkovité (Bolbitiaceae) a pavučincovité (Cortinariaceae). Do stejné fylogenetické větve agarikoidních hub patří i čeledi Inocybaceae, Crepidotaceae, Tubarie, Panaeoleae, límcovkovité (Strophariaceae), hlízovité (Hymenogasteraceae) a Gymnopileae, které se však rozdělují do několika pokročilejších vývojových větví.
Do rodu pečárka (Agaricus) se pak obecně řadily druhy podobné kloboukem s nevýrazným zbarvením. V poslední době[kdy?] ale přibývá studií, které současné taxonomické zařazení mění. Přese všechno je však rod Agaricus velmi málo probádaným rodem.
Rozlišovacím znakem této pečárky jsou bazidiospory. Každá bazidie vytváří dvě bazidiospory na rozdíl od čtyř, jak je tomu u jiných pečárek. V současné době[kdy?] se žampión dvouvýtrusý považuje za synonymum žampionu zahradního (A. hortensis), s tím že označení žampion zahradní bylo pro bílou formu pečárky dvouvýtrusé. Dalším problémem při popisu pečárek je taxonomie, kdy na rozdíl od vědeckého názvosloví české vyžaduje i pro druhy dvouslovný název – jeden označující rod a druhý druh, ale není standardizován. Proto se mezi odbornou veřejností používá vědecké klasifikace a označení.

## Rozšíření
Pečárka dvouvýtrusá je široce rozšířena v Severní Americe. Většina studií uvádí, že tato pečárka ze severoamerické přírody má svůj původ v Evropě a že se jedná o houby, které unikly z pěstíren. Studie Kerrigana et al. (1995) však ukázala, že vedle cizích pečárek dvouvýtrusých rostou v Severní Americe i druhy původní.
Roste mimo les na hnojených pozemcích, jako jsou louky, komposty, zahrady a pole.

## Rozmnožování

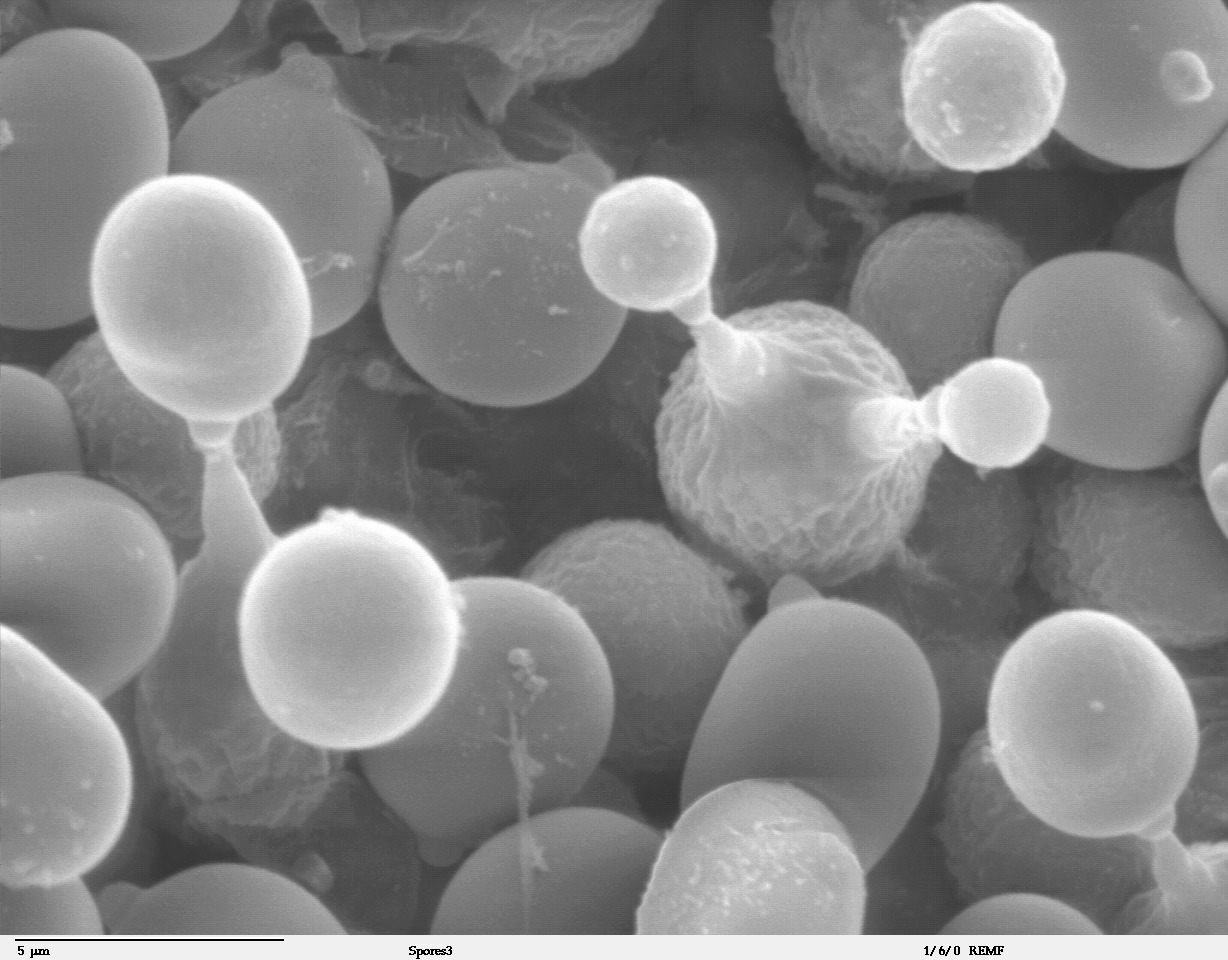
Stopky s výtrusy na bazidiích

Pečárka dvouvýtrusá jako stopkovýtrusná houba podléhá pouze pohlavnímu rozmnožování. Rostlinné tílko je tvořeno soustavou hyf tvořených dvoujadernými buňkami. Díky tomu nepotřebuje toto podhoubí splynout jako je tomu u většiny jiných hub, protože je již od počátku dikaryotní. Jedná se tak o sekundární homothalizmus.
V příznivém období podhoubí roste a přitom hromadí živiny včetně vody. To v Česku nastává od jara do podzimu, respektive od června do října, v průmyslových podmínkách ale kdykoliv. V určité fázi se hyfy začnou splétat a tvoří klubíčko, nazývané primordium. To postupně narůstá a začíná se diferencovat klobouk a třeň. Plodnice se i nadále zvětšuje vlivem růstu hyf a následkem velkého příjmu vody. Postupně se také na lupenech diferencují bazidie, kde dochází ke splynutí jader. Bazidie jsou tedy monokaryotické. Dále se na bazidii tvoří výrůstky, do kterých vstupují meiozou vzniklá jádra jako následek dvojího dělení – do každé bazidiospory vstoupí dvě jádra, protože u pečárky dvouvýtrusé (A. bisporus) se tvoří pouze dva výtrusy. Následně je výtrus větrem zanesen do půdy. Vzniká tak klíčením nová hyfa tvořící postupně mycelium houby.

## Hospodářské využití
Pečárka dvouvýtrusá je hlavně houbou průmyslovou. Průmyslově se běžně vyrábí a dodává zpracovaná ke konzumaci do restaurací a jídelen, ale i na pulty obchodů. Její prodej či výkup z běžného sběru je v Česku zakázán.

### Historie pěstování
Žampiony tohoto druhu se pěstují po celém světě. Jejich pěstování má dlouholetou tradici spadající již do 17. století, kdy se začínají ve Francii postupně pěstovat na záhonech. Zásluhu na tom má francouzský botanik ze 17. století Marchant a tehdejší pařížští zahradníci, kteří pěstovali v pařeništích, zakládaných na koňské mrvě, melouny. Toto prostředí nejen vyhovuje růstu podhoubí, ale i vzniku plodnic. První žampiony, které sklízeli, vyrůstaly po náhodném rozsevu výtrusů, přinesených větrem ze sousedních polí. Na zimu pařeniště přikrývali, aby v nich zadrželi teplo, vznikající postupným rozkladem čerstvé koňské mrvy, a sklízeli žampiony postupně po celou zimu. Když se Marchantovi podařilo objasnit způsob rozmnožování žampionů, přestaly být kultury závislé na náhodě. Později se zjišťuje, že žampion nepotřebuje ke svému růstu světlo a tak se začínají pěstovat v podzemních prostorech. Nejprve se pěstují na záhonech, později v policích, oslích hřbetech (hromada s užší vrcholovou partií, než je základna) a bednách. V dnešní době[kdy?] jsou již žampionárny plně automatizovány. Největším výrobcem je USA, dále Čína, Nizozemsko a Velká Británie. Zároveň je žampion nejvíce produkovanou houbou ze všech z hlediska světové produkce.

### Třídění a distribuce
Pro pěstované žampiony existují ve světě různé normy, například v Česku je to norma ČSN 46 3197, která udává 2 třídy jakosti. První třída dovoluje jen drobné odchylky od standardu, který vyžaduje standardně vypadající houby. Druhá třída pak povoluje větší odchylky. Ty se týkají tvaru, vybarvení, otlaků, dutosti třeně, velikosti, stop zeminy či poškození. Podle velikosti se pak dělí žampiony na malé, střední a velké. Zde hraje roli rozpětí klobouku. Dále norma vyžaduje bezpečné balení a viditelnou identifikaci s údaji jako název „Pěstované žampiony“, „čištěné“ či „nečištěné“, barva pokud není bílá, původ výrobku a další obchodní údaje.

### Odrůdy a kmeny
U žampionů se pro komerční účely používá řada kmenů.

## Gastronomie
Po celém světě jsou žampiony součástí jídelníčku řady národních kuchyní jako předkrmy, polévky, omáčky, omelety, pod masa, hlavní jídla či saláty. Mladé žampióny se nakládají do kyselých nálevů a jsou pak vítanou nízkokalorickou přílohou salátů či pokrmů z masa. U polévek, omelet a omáček jsou ceněny jako jemná kořenitá přísada.